# Óleos
Óleos es el álbum debut de la banda  mexicana Camilo Séptimo. Se lanzó al mercado musical el 31 de marzo de 2017 en formato físico y digital en México. Fue escrito por los tres miembros de la banda —Manuel, Jonathan y Erik—, y distribuido de forma independiente. La presentación del álbum tuvo lugar el 13 de mayo en un concierto especial en el Plaza Condesa.
Contiene 11 canciones originales, del cual se extrajeron cinco sencillos; «Eres», «Neón», «Miénteme», «Ser humano» y «Vicio», aunque también destacaron temas como «Fusión» y «No te puedo olvidar». La producción estuvo a cargo de Mario Miranda.

## Antecedentes
Después de varios meses de trabajo, se lanzó Óleos, su primer álbum de estudio, que incluye varios sencillos lanzados a lo largo de 2016. El álbum explora temas complejos como el amor, el desamor, la desilusión y la esperanza. Las reseñas han señalado similitudes con el estilo de Zoé, destacando su influencia en artistas de nuevas generaciones. «Vicio» se ha destacado por su carga emotiva, mientras que «Amanecer», una de las pistas más antiguas del álbum, se reinterpretó con nuevos arreglos.
A lo largo de este tiempo, la banda siguió trabajando en su música y lanzó varios sencillos que precedieron a su primer álbum de larga duración. Entre estos sencillos se encuentran «Eres», «Neón» —que cuenta con un video en realidad virtual— y «Miénteme», que aborda un relato de traición.También se lanzaron videoclips para «No te puedo olvidar» y «Onamuh». 

## Recepción
En el sitio web Rate Your Music recibió una puntuación de 3.23 sobre 5 estrellas.

## Lista de canciones
| N.º   | Título                | Escritor(es)                    | Duración |  |
| 1.    | «Fusión»              | Manuel · Jonathan · Erik        | 3:46     |  |
| 2.    | «Ser humano»          | Manuel · Jonathan · Erik        | 4:17     |  |
| 3.    | «Eres»                | Manuel · Jonathan · Erik        | 3:50     |  |
| 4.    | «Miénteme»            | Manuel · Jonathan · Erik · Jean | 3:37     |  |
| 5.    | «Vicio»               | Manuel · Jonathan · Erik        | 4:37     |  |
| 6.    | «Amanecer»            | Manuel · Jonathan · Erik        | 3:58     |  |
| 7.    | «No te puedo olvidar» | Manuel · Jonathan · Erik        | 4:38     |  |
| 8.    | «Onamuh»              | Manuel · Jonathan · Erik · Jean | 3:02     |  |
| 9.    | «Telepatía»           | Manuel · Jonathan · Erik        | 4:21     |  |
| 10.   | «Neón»                | Manuel · Jonathan · Erik        | 4:14     |  |
| 11.   | «Óleos»               | Manuel · Jonathan · Erik        | 4:16     |  |
| 44:36 |                       |                                 |          |  |

## Historial de lanzamiento
| País   | Fecha               | Formato(s)            | Sello         | Ref.  |
| ------ | ------------------- | --------------------- | ------------- | ----- |
| México | 31 de marzo de 2017 | CD + Descarga digital | Independiente | [ 1 ] |